# Рыбопитомник (Кировская область)
Рыбопитомник — поселок в Слободском районе Кировской области в составе Ильинского сельского поселения.

## География
Находится на расстоянии примерно 19 км по прямой на восток-северо-восток от районного центра города Слободской у речки Талица (приток Белой Холуницы).

## История
Известен с 1978 года. В 1989 году учтено 18 жителей . 

## Население
Постоянное население  составляло 30 человек (русские 86%) в 2002 году, 30 в 2010.